# الرياضة في دولة الإمارات العربية المتحدة
الرياضة في الإمارات العربية المتحدة تمارس على نطاق واسع من قبل الشعب الإماراتى. كرة القدم هي الرياضة الأكثر شعبية في الإمارات. من بين الإنجازات الرياضية البارزة في دولة الإمارات العربية المتحدة بطولة دوري أبطال آسيا 2002-2003 التي فاز بها نادي العين والذي احتل المركز الثاني في دوري أبطال آسيا 2005 . تأهلت الإمارات لكأس العالم للمرة الأولى والوحيدة حتى الآن في عام 1990 وهي رابع دولة شرق أوسطية تتأهل لكأس العالم بعد مصر الأولى (تأهلت لإيطاليا عام 1934 ) ثم الكويت (تأهلت لإسبانيا في عام 1982 ) والعراق (تأهل للمكسيك في عام 1986 ).

## اتحاد كرة القدم
كرة القدم هي الرياضة الأكثر شعبية في الإمارات. تأسس اتحاد الإمارات العربية المتحدة لكرة القدم لأول مرة في عام 1971 ومنذ ذلك الحين كرس وقته وجهده للترويج للعبة وتنظيم برامج للشباب وتحسين قدرات ليس فقط لاعبيها ولكن المسؤولين والمدربين المشاركين في فرقها الإقليمية. تأهل منتخب الإمارات لكرة القدم لكأس العالم 1990 مع مصر . كانت هذه هي المرة الثالثة على التوالي في كأس العالم حيث تتأهل دولتان عربيتان بعد الكويت والجزائر عام 1982 والعراق والجزائر مرة أخرى عام 1986 .
فاز المنتخب الإماراتي بكأس كيرين 2005 حيث شارك الكأس مع بيرو بعد الفوز 1-0 على البلد المضيف اليابان .
لعب فريق الإمارات العربية المتحدة مباراة ودية مع أربعة فرق في سويسرا في يوليو 2005 حيث تغلبوا على كل من قطر والكويت وخسر 5-4 بركلات الترجيح في المباراة النهائية ضد مصر .
في عام 2003 كانت دولة الإمارات العربية المتحدة هي الدولة المضيفة لكأس العالم تحت 20 سنة ما بين نوفمبر وديسمبر 2003.
في أبريل 2005 وافقت دبي القابضة على تزويد الفريق الوطني بمبلغ 20 مليون درهم (5.45 مليون دولار أمريكي) من أموال الرعاية على مدار السنوات الأربع القادمة. وسوف تتجه دبي القابضة أيضًا نحو تطوير الرياضة.
كما فازت دولة الإمارات العربية المتحدة مؤخراً بكأس الخليج العربي الذي أقيم في الرفاع في يناير 2013.
تحتل الإمارات حاليا المرتبة 110 في العالم وفقا لتصنيفات الاتحاد الدولي لكرة القدم العالمية.
اشترت مجموعة أبو ظبي المتحدة مؤخرًا نادي مانشستر سيتي لكرة القدم. يهتم اتحاد دبي المعروف باسم دبي إنترناشيونال كابيتال بشراء نادي ليفربول أحد فرق الدورى الإنجليزي الممتاز.
تأهل المنتخب الوطني الإماراتي لأقل من 16 عاماً لكأس العالم للشباب 2009 الذي أقيم في نيجيريا. تأهل منتخب الإمارات العربية المتحدة لكرة القدم لأقل من 19 عاماً لنهائيات كأس العالم للشباب التي أقيمت في مصر في العام التالي.

## الكريكيت

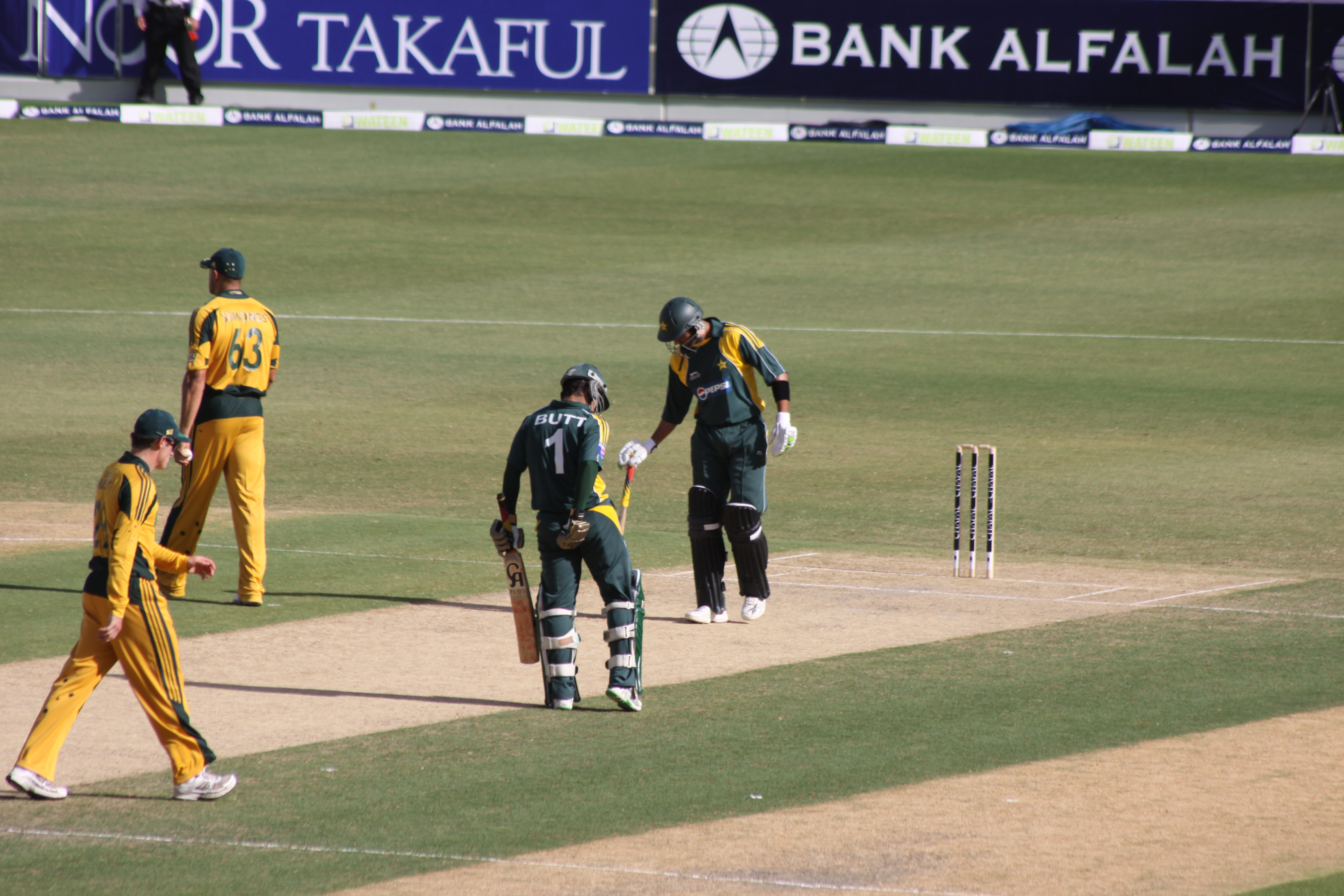
مباراة كريكيت بين أستراليا وباكستان في مدينة دبي الرياضية في عام 2009.

تعد الكريكيت ثاني أكثر الرياضات شعبية في دولة الإمارات العربية المتحدة ويرجع ذلك إلى حد كبير إلى السكان المغتربين من جنوب آسيا. هناك العديد من ملاعب الكريكيت في البلاد وأشهرها استاد الشارقة للكريكيت واستاد الشيخ زايد واستاد محمد بن زايد واستاد عجمان واستاد دبي الدولي للكريكيت . دبي هي أيضا موطن للمجلس الدولي للكريكيت الهيئة الرئيسية الدولية لهذه الرياضة. 
تأهل فريق الكريكيت الوطني لدولة الإمارات العربية المتحدة للعديد من البطولات الكبرى في الماضي بما في ذلك كأسين عالميين في عام 1996 وآخرها في عام 2015 (أكثر ما حققته الدولة في كأس العالم عبر أي رياضة). استضافت دولة الإمارات العربية المتحدة نفسها بطولة كبرى وهي كأس العالم للكريكيت تحت 19 عام 2014 .
على الرغم من أن نسبة كبيرة من فريق الإمارات العربية المتحدة قد شمل المغتربين من دول الكريكيت الأخرى فقد أنتجت البلاد العديد من المواهب المحلية البارزة أمثال سلطان زارواني ومحمد توقير . مع اتخاذ المزيد من المبادرات لزيادة عدد المواهب المحلية من قبل مجلس الإمارات للكريكيت، فمن المحتمل أن تتفوق لعبة الكريكيت قريبًا على كرة القدم.

## الجيو جيتسو
أصبحت الإمارات العربية المتحدة وعلى وجه الخصوص إمارة أبو ظبي المركز العالمي لرياضة الجيو جيتسو (البرازيلية) التي تتألف من النقاط والتقدم على الخصم وأصبحت رياضة رئيسية في جميع أنحاء البلاد. تمارس في المدارس العامة للبنين والبنات وذوي الاحتياجات الخاصة والمعروفة أيضًا باسم الأشخاص المصممين. عدد التلاميذ الذين يمارسون هذا هو في عشرات الآلاف ونتيجة لذلك هناك العديد من الرياضيين من الطراز العالمي الذين نمتهم الإمارات العربية المتحدة وانتجتهم في فترة زمنية قصيرة للغاية.
وكان نمو هذه الرياضة هائلاً ولم يتحسن إلا بشكل خاص مع هيئة محترفة تنظم هذه الرياضة.
عرّضت المسابقات المتكررة محليًا ودوليًا المشاركين لمعايير عالمية، وبذلك أصبحت البلاد سريعًا واحدة من أفضل الفرق في العالم في هذه الرياضة.

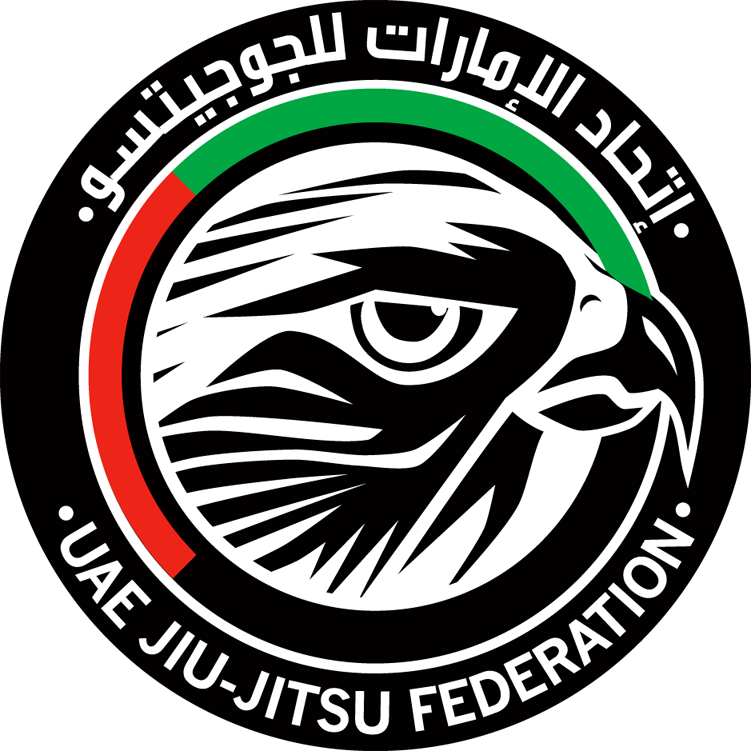
الاتحاد المسؤول عن هذه الرياضة في دولة الإمارات العربية المتحدة.

ينتهي تتويج البطولات الدولية والمحلية كل موسم مع افتتاح فعاليات بطولة أبوظبي وورلد برو السنوية ليس فقط للفائزين في البطولات الإقليمية في جميع أنحاء العالم ولكن لجميع الراغبين في المشاركة.

## التنس

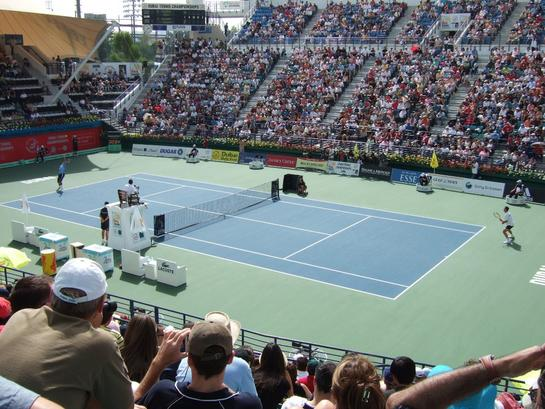
بطولة دبي للتنس 2006.

كانت بطولة دبي للتنس (جزء من سلسلة بطولات رابطة محترفي التنس 500 نقطة في نادي الطيران بدبي) أكبر من أي وقت مضى في عام 2000 مع ما لا يقل عن ستة من أفضل لاعبات السيدات اللاتي يحتلن مركز الصدارة. ومشاركة الفتى الذهبي أندريه أغاسي وعودة روجر فيدرر الذي احتفل به والذي كان يسعى للحصول على لقبه الثالث مما أدى إلى بعض الإجراءات القضائية المثيرة. في خطوة غير مسبوقة قررت Dubai Duty Free الجهة المنظمة للبطولة تحويل بطولة الرجال إلى الأسبوع الأول من المسابقة بحيث استمرت من 21 إلى 27 فبراير وتم لعب النساء في الفترة من 28 فبراير إلى 5 مارس.

## تنس طاولة
دبي هي الآن الراعي الرسمي لفريق تنس الطاولة الصيني. وتوجد مبادرة Ping Pong Dubai هي مبادرة مجتمعية غير ربحية تهدف إلى تشجيع الناس من جميع مناحي الحياة على لعب تنس الطاولة.  

## ركوب الدراجات
تزايد الاهتمام بركوب الدراجات في دولة الإمارات العربية المتحدة وتحديداً دبي. يوجد اليوم العديد من الأماكن الآمنة لركوب الدراجات في دبي بما في ذلك مسار دورة ند الشبا ومسار دورة القدرة ومسار الجميرا المفتوح. 

## الجولف
قدمت بطولة دبي العالمية للجولات السياحية لعام 2013 في مدينة جميرا للغولف منفعة اقتصادية إجمالية بلغت 44 مليون دولار أمريكي إلى دبي وفقًا لأبحاث مستقلة بتكليف من منظمي البطولة . وتشهد اللعبة ارتفاعًا في شعبيتها في الإمارات العربية المتحدة حيث تأتي العائلات لمشاهدة الألعاب بأعداد كبيرة. 
يعد نادي خور دبي للغولف واليخوت موطنا لأول أكاديمية جولف في الشرق الأوسط.

## تنس الريشة
يتم الاهتمام بتوسيع نطاق ممارسة رياضة تنس الريشة ورفع مكانتها في إمارة دبى من خلال العمل مع 40 مدرسة حول كيفية تعليم وإشراك الشباب في هذه الرياضة. ستكون بطولة «دبي ورلد سوبريريز» التي ستقام سنويًا لمدة أربع سنوات وهي المرة الأولى التي يتم فيها استضافة بطولة دولية في الشرق الأوسط خاصة بهذه الرياضة وتمكن هذه الرياضة من التواصل مع منطقة جديدة كاملة من المشجعين.  

## كرة السلة
استضافت البلاد بطولة العالم لكرة السلة لأقل من 17 عام 2014 وهي أول دولة آسيوية تقوم بذلك. من حيث المؤهلات للفعاليات الدولية الكبرى مثل بطولة أمم آسيا لكرة السلة وتعتبر الإمارات العربية المتحدة قوة رئيسية في شبه الجزيرة العربية .

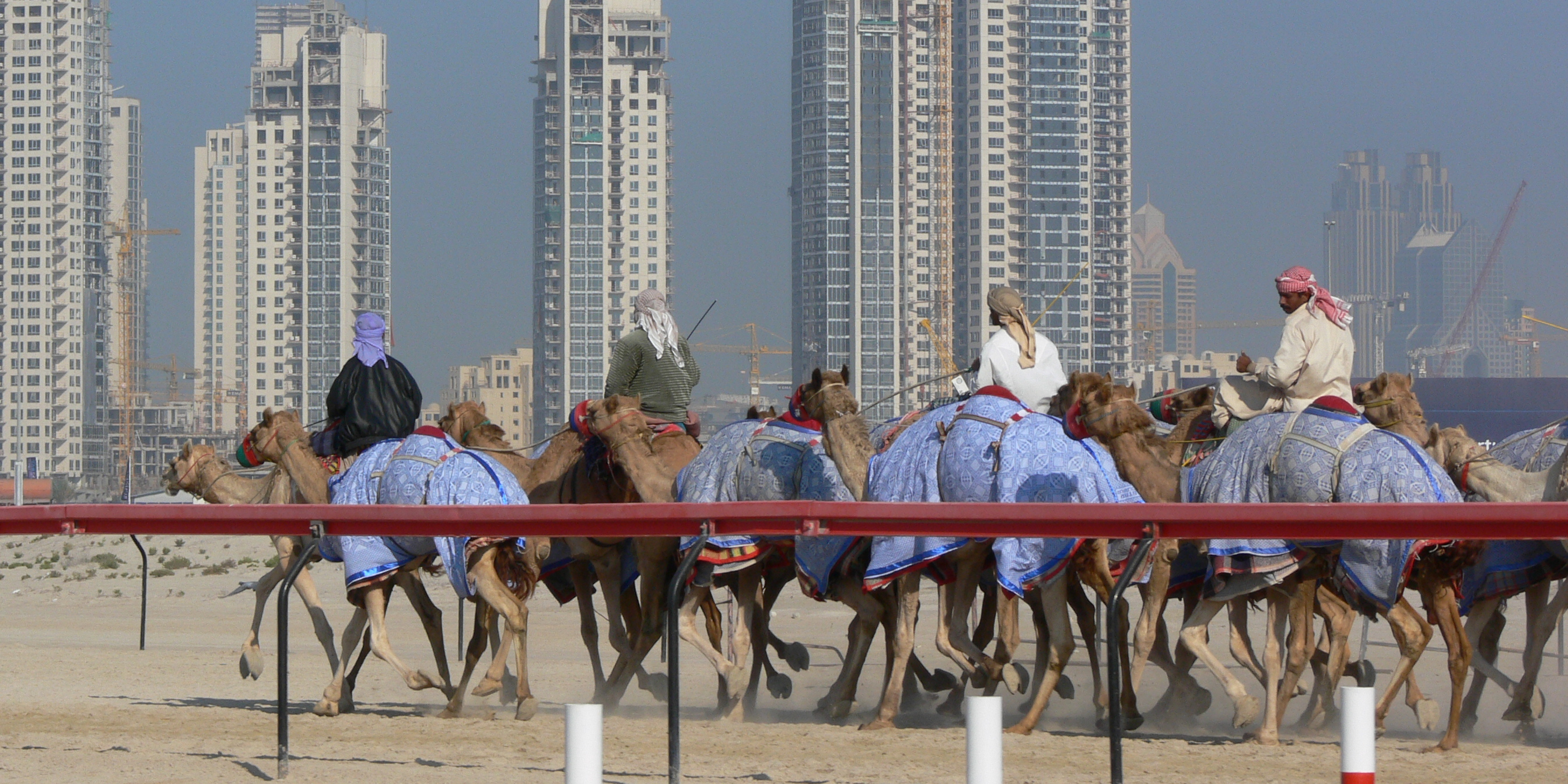
سباق الهجن

## سباق الهجن
يتمتع سكان الدول العربية في الخليج العربى بسباق الجمال لسنوات عديدة لأنها تعتبر رياضة تقليدية.  كان إضفاء الطابع الرسمي على سباق الهجن طريقة واحدة للحفاظ على دورها المركزي في حياة الإمارات.
الإمارات لديها الآن ما لا يقل عن 15 مضمار سباق عبر الإمارات السبع. مضمار ند الشبا على بعد 10 كيلومترات خارج دبي ونادى الوثبة على بعد 30 كم جنوب شرق أبو ظبي، ومسار العين، الذي يبعد 20 كم غرب العين، كلها مسارات جمال كبيرة ومجهزة جيدًا بتكنولوجيا عالية. يوجد مساران أصغر في الشارقة أحدهما في رأس الخيمة والآخر في أم القيوين. وينتشر مسارات أخرى في جميع أنحاء المناطق الصحراوية.
تلقت صناعة الاستنساخ طلبات متزايدة من العملاء الراغبين في إعادة إنتاج إبل سباقات أفضل للمسابقات .زادت صناعات الاستنساخ هذا العدد إلى ما متوسطه 10 إلى 20 طفلاً كل عام حيث تتكاثر أنثى الإبل عادة عجلًا واحدًا كل عامين ومن الغريب أن منشآت الاستنساخ الوحيدة في الخليج  توجد في دولة الإمارات العربية المتحدة. أثارت جماعات حقوق الحيوان مخاوف بشأن هذه العملية ، التي تجعل الحيوانات التي تقدم خلايا البويضات وتحمل الأجنة تتعرض لمعاناة لا داعي لها.

## هوكى الجليد
هوكي الجليد هي رياضة بسيطة في الإمارات العربية المتحدة ولكنها تزداد شعبية.
في عام 2018 ، تم تعيين فلاديمير بوردون رئيسًا جديدًا لرابطة الإمارات لهوكي الجليد. كان دوره تعزيز منتخب الهوكي على الجليد في الإمارات العربية المتحدة وجذب المزيد من الفرص التجارية. 
في عام 2019 ، أعلن بوردون عن هدف الانضمام إلى دوري الهوكي للقارات والذي شارك فيه فرق من روسيا البيضاء والصين وفنلندا ولاتفيا وكازاخستان وروسيا وسلوفاكيا وبحلول عام 2021 يهدف أيضًا إلى إعداد المزيد من اللاعبين للمنتخب. من المتوقع افتتاح حلبة جليدية جديدة في أبو ظبي ربما قبل نهاية عام 2019 بسعة مقاعد تصل إلى 17000  وهذا المكان سوف يلبي جميع متطلبات المنتخب.   كانت الخطة لتكرار النجاح الذي حققه دوري الهوكي الوطني في الصحارى. ويتم التفاوض على دخول لاعبين دوليين محترفين للعب في منتخب الإمارات العربية المتحدة كآفاق قد تساعد على زيادة القدرة التنافسية للفريق في المستقبل. 

## رياضة السيارات

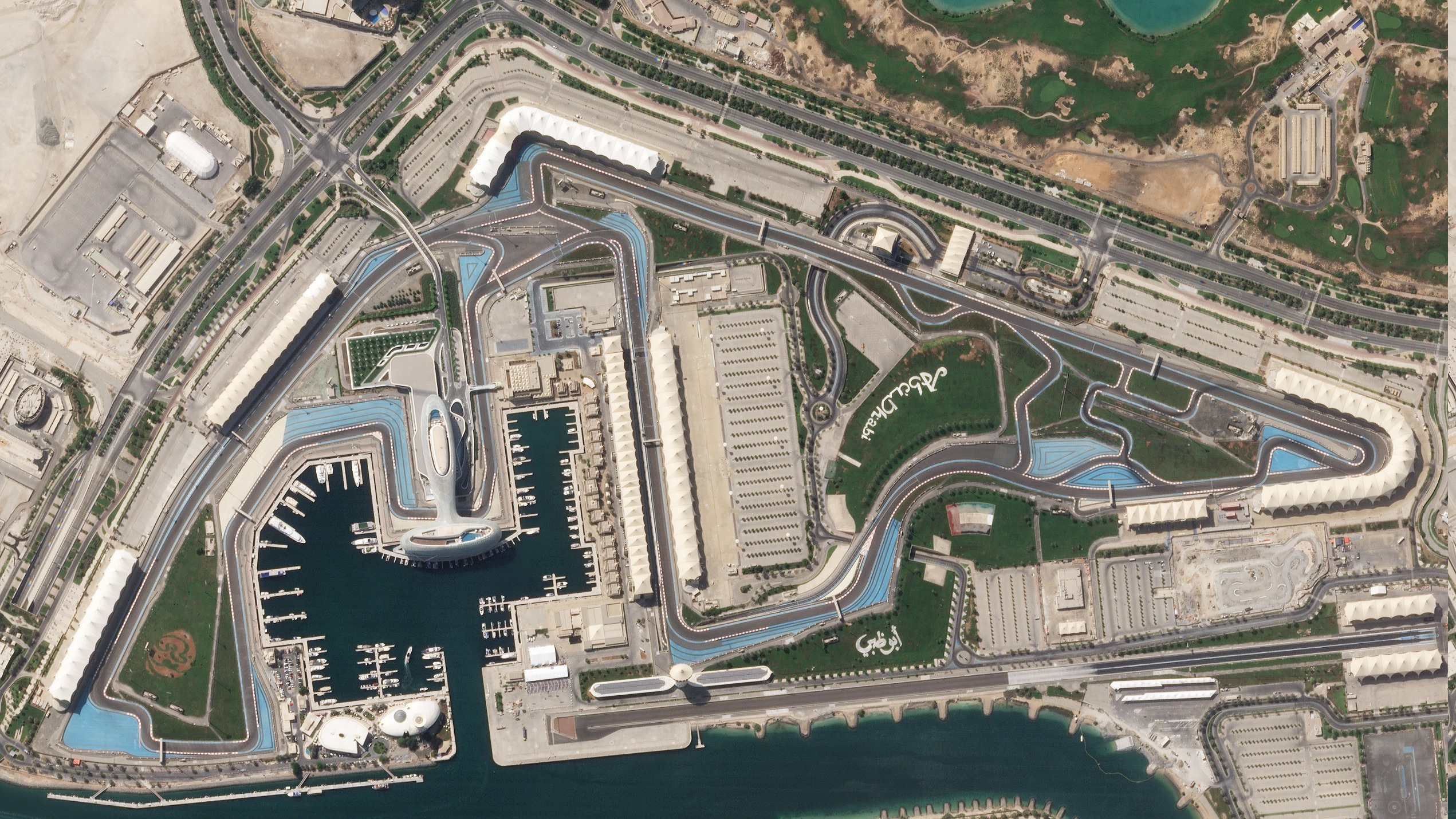
صورة فضائية لحلبة مرسى ياس.

أول سباق لرياضة السيارات في دولة الإمارات العربية المتحدة كان سباق جائزة دبي الكبرى 1981 الذي أقيم في حلبة مخصصة لهذا الغرض في كورنيش ديرة خلال الاحتفالات بالذكرى السنوية العاشرة لتأسيس دولة الإمارات.  تضمنت سيارة رياضية وسيارة تجوال ومتسابقين مشهورين بالإضافة إلى عروض فورمولا 1 مع سائقين مثل خوان مانويل فانجيو ودان جورني وجون سورتيز وديني هولم وجاك برابهام وفيل هيل وستيرلينج موس وجون جاكسون وكارول شيلبي .
يستضيف رالي دبي الدولي وهي جولة تحرز نقاطًا في بطولة الشرق الأوسط للراليات منذ عام 1984. سائق دبي محمد بن سليم هو أنجح سائق للبطولة بعد أن فاز بـ 14 بطولة و 60 سباقًا، وفاز برالي دبي 15 مرة.
خالد التاسم المولود في الإمارات العربية المتحدة فاز ببطولة الشرق الأوسط للراليات عام 2004 وحقق سبعين فوزًا في هذه السلسلة. من عام 2007 إلى عام 2011 وشارك في بطولة العالم للراليات ، وفي فريق فورد العالمي للراليات ثم فريق أبوظبي في وقت لاحق. وكانت أفضل النتائج التي حققها في المركز الخامس في رالي أستراليا 2011 والسادس في رالي أكروبوليس 2009 ، وكذلك في المركز الثاني عشر في 2009 و 2010.
يعتبر تحدي الصحراء بدولة الإمارات العربية المتحدة الذي أطلق عليه اسم «تحدي الصحراء في أبو ظبي» منذ عام 2009 ، سباقًا للسيارات منذ عام 1991.
استضاف مضمار دبي أوتودروم للسباقات الدولية الذي افتتح في عام 2007 السباقات الدولية في أول سنوات نشاطه. سباقه الرئيسي هو سباق التحمل في دبي على مدار 24 ساعة والذي يعقد منذ عام 2009
استضافت أبو ظبي سباقات الفورمولا 1 وتعقد السباقات هناك منذ موسم 2009 وما بعده. يقام سباق جائزة أبو ظبي الكبرى في حلبة مرسى ياس التي تقع على جزيرة ياس وتشمل أقسام الشوارع والمرسى التي تشبه حلبة موناكو .

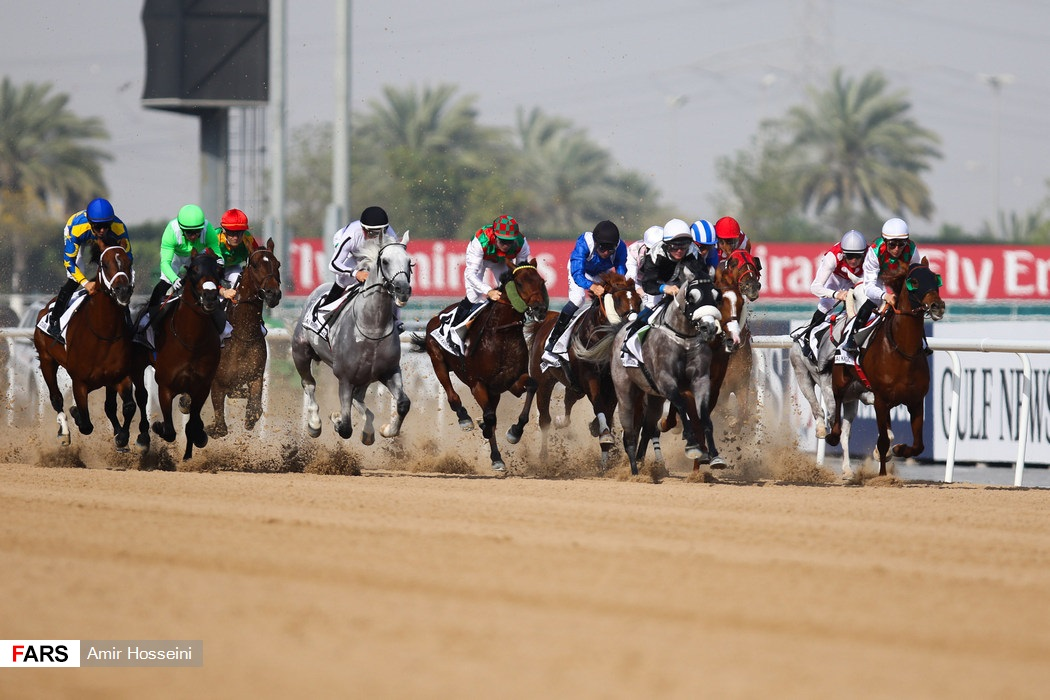
كأس دبي العالمي

## الفروسية
حققت دولة الإمارات العربية المتحدة مجموعة من الجوائز في رياضة ركوب الخيل، منها:
- المركز الأول في بطولة لونجين في قفز الحواجز في عام 2017
- المركز الأول في كأس دبي العالمي للخيول عام 2018
- الجوائز الذهبية في بطولة أوروبا لعدة أعوام
- فازت في اللقب العالمي لبطولة أقيمت في ماليزيا عام 2008

ويتم إقامة العديد من الفعاليات والمسابقات كجزء من المحافظة على رياضة سباق الخيل  ومنها كأس رئيس الدولة ومهرجان الشيخ سلطان بن زايد آل نهيان الدولي للفروسية، إلى جانب مهرجان الشيخ منصور بن زايد آل نهيان العالمي للخيول العربية الأصيلة،بالإضافة إلى  البطولات المخصصة للسيدات، مثل كأس الشيخة فاطمة بنت منصور بن زايد آل نهيان للقدرة للسيدات.

## اتحاد الرجبي السبعات
دولة الإمارات العربية المتحدة تستضيف دورة دبي السبعات في سلسلة بطولة العالم للسباعيات في دبي ولكن ابتداءً من عام 2008 فصاعداً أقيم في الاستاد الجديد «سيفنز» على طريق دبي-العين.

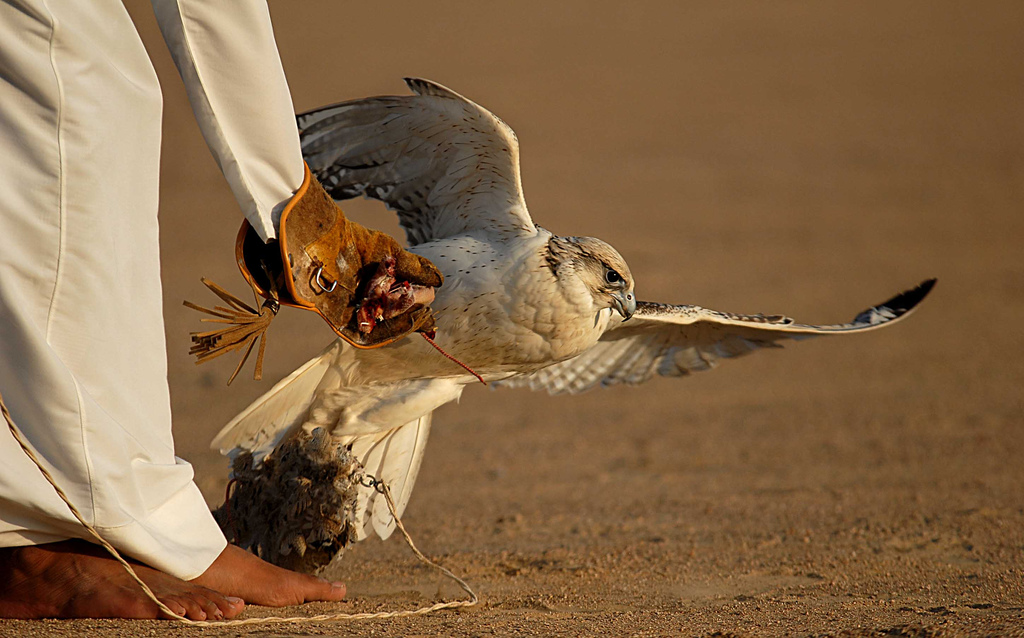
الصقارة في الإمارات

## الصقور
تشتهر دولة الإمارات العربية المتحدة بالصقارة لأنها تعتبر أيضًا رياضة شعبية تقليدية.  كان العديد من حكام الإمارات متحمسين للصقور حيث تستورد الدولة الصقور من جميع أنحاء العالم.
في 20 نوفمبر 2001 ومرة أخرى في عام 2002 فرضت اتفاقية الأمم المتحدة للتجارة الدولية بأنواع الحيوانات والنباتات البرية المعرضة للانقراض عقوبات شاملة على الحياة البرية على الإمارات العربية المتحدة. تم تحريض العقوبات على تهريب الصقور على نطاق صناعي وتمويلها وإدارتها من قبل الشيوخ الحكام. استمر التهريب في عام 2009، إلى حد أن صقر الغزال والتاي، و سنقر انقرضت إقليميا في معظم أنحاء آسيا الوسطى. كما تتعرض النسور الذهبية والحبارى لخطر شديد في مناطق آسيا الوسطى حيث تتم ممارسة الصيد بالصقور.

## ركوب التحمل

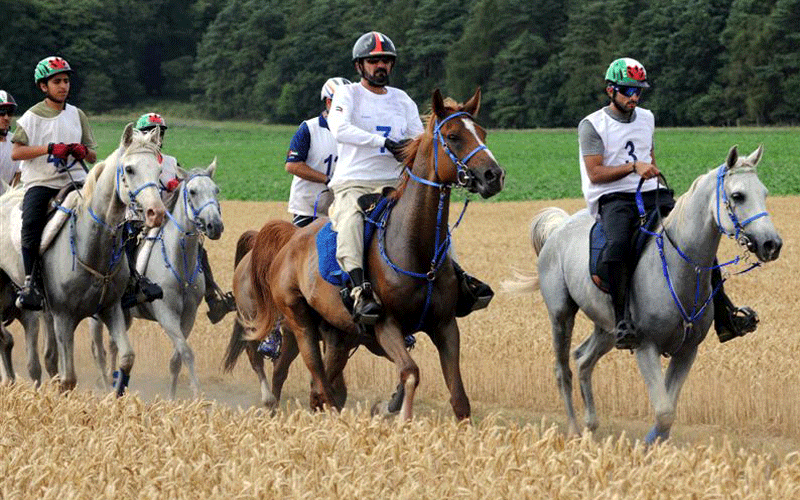
الشيخ محمد بن راشد آل مكتوم والشيخ حمدان بن محمد آل مكتوم يشاركان في سباق التحمل.

سباق تحمل الخيول هي رياضة تقليدية في الإمارات. وهي تقوم على سباقات المسافات الطويلة على ظهور الخيل. مواطن دولة الإمارات العربية المتحدة الشيخ محمد بن راشد آل مكتوم هو أول متسابق في سباقات التحمل.  تزعم الإمارات العربية المتحدة أنها رائدة العالم في هذه الرياضة وتناضل من أجل مشاركتها في الألعاب الأولمبية. في المستوى الأعلى تقطع الخيول 160 كم في اليوم. في الآونة الأخيرة فاز متسابق الإمارات العربية المتحدة ببطولة العالم للشباب. هذه الرياضة تنمو وتتطور التكنولوجيا والعلوم المعنية دائمًا. تقود مدينة دبي رياضة سباق تحمل الخيول في البلاد حيث تتنافس بانتظام العديد من ساحات التحمل العالمية.  

## رفع الاثقال
شهد رفع الأثقال في الإمارات العربية المتحدة منافسة نسائية من أمثال : آمنة الحداد التي فازت بأوسمة متنوعة ومعظم المتسابقات الإماراتيات يرتدون الحجاب في مختلف المسابقات.

## الرياضات الأخرى

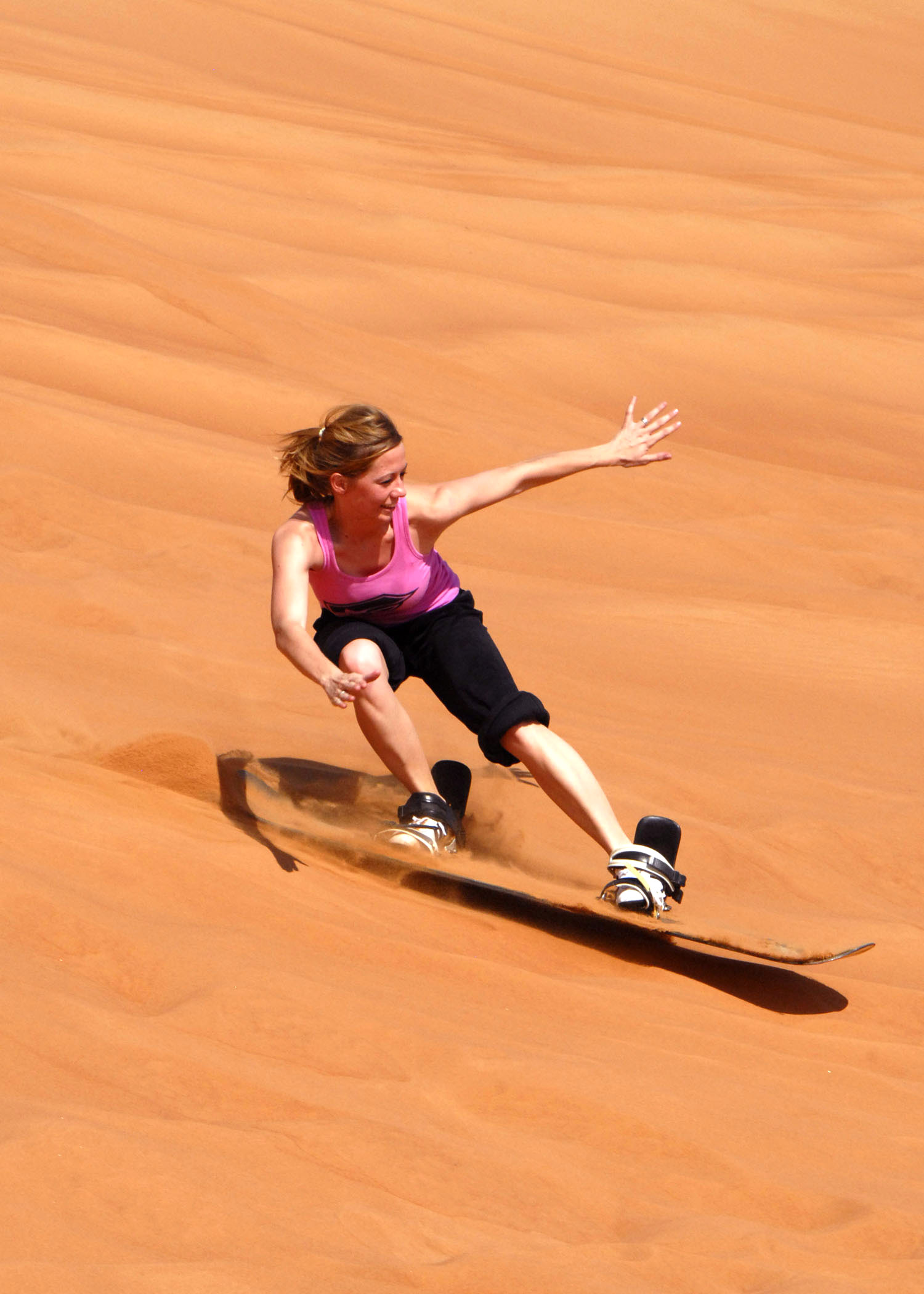
التزلج على الرمال في كثبان دبي.

تشمل الرياضات الأخرى المعروفة كرة القدم الأمريكية التي لا تلعب في الإمارات العربية المتحدة ولكنها تبث على التلفزيون والإذاعة. البرنامج الأكثر شيوعًا في كرة القدم الأمريكية هو سوبر بول وهو حدث يتم بثه في جميع أنحاء العالم تقريبًا.
تعتبر لعبة التزلج على الرمال رياضة شائعة يمارسها العديد من السكان والسائحين على حد سواء.